# Kołowinek
Kołowinek ist ein kleiner Ort in der polnischen Woiwodschaft Ermland-Masuren und gehört zur Landgemeinde Piecki (deutsch Peitschendorf) im Powiat Mrągowski (Kreis Sensburg).

## Geografie
Kołowinek liegt am Kleinen Kollogiener See (auch: Kleiner Kalgiener See, polnisch Jezioro Kołowinek) in der südlichen Mitte der Woiwodschaft Ermland-Masuren, 15 Kilometer südöstlich der Kreisstadt Mrągowo (deutsch Sensburg). Über die Geschichte der heutigen Osada lesna (Forstsiedlung) liegen keine Belege vor, auch nicht über einen etwaigen deutschen Namen in der Zeit vor 1945. Kirchlich gehört der kleine Ort heute zur evangelischen Pfarrei Mikołajki (Nikolaiken) mit der Filialgemeinde Ukta bzw. zur katholischen Pfarrgemeinde Ukta.
Kołowinek ist auf einer Nebenstraße von Kosowiec an der Woiwodschaftsstraße 610 aus zu erreichen. Eine Bahnanbindung existiert nicht.